# Zentrale Prüfungen am Ende der Klasse 10
Mit den zentralen Prüfungen am Ende der Klasse 10, auch ZP oder ZP 10 bis einschließlich 2007, jetzt umgangssprachlich ZAP (Zentrale Abschlussprüfung) genannt, führte das Bundesland Nordrhein-Westfalen ab dem Schuljahr 2006/07 ein neues Abschlussverfahren für den mittleren Schulabschluss (Fachoberschulreife) ein. Alle Schüler der 10. Klassen an Hauptschulen (Bildungsgang 10A), Realschulen (Bildungsgang 10B), Gesamtschulen, Sekundarschulen und Förderschulen sowie der G9-Gymnasien nehmen daran teil. An Gymnasien mit 8-jährigem Bildungsgang (G8) gehört die Jahrgangsstufe 10 bereits zur Sekundarstufe II, die Schüler nehmen folglich nicht an den ZP10 teil. Da alle öffentlichen Gymnasien in NRW zum Schuljahr 2019/20 auf den neunjährigen Bildungsgang (G9) umgestellt wurden, finden die zentralen Prüfungen nun auch wieder für alle Gymnasiasten am Ende der zehnten Klasse statt. 

## Fächer
Den Kern des neuen Verfahrens bilden schriftliche Prüfungen mit zentral gestellten, jedoch dezentral bewerteten Aufgaben in den Fächern Deutsch, Mathematik und einer Fremdsprache (meistens Englisch), wobei das Fach Englisch auf Wunsch des Schülers durch ein anderes fremdsprachliches Fach ersetzt werden kann, wenn dies seit Klasse 5 unterrichtet wurde. Dabei ist zu beachten, dass dies nur auf der Gesamtschule möglich ist. Schüler anderer Schulformen müssen die Prüfung in Englisch ablegen.

## Notengebung
Die Abschlussnote in den drei Prüfungsfächern soll sich je zur Hälfte aus einer „Vornote“ und der Prüfungsnote zusammensetzen. Die Vornote soll auf den schulischen Leistungen in der Klasse 10 beruhen, wobei beide Schulhalbjahre bewertet werden. Dementsprechend zählen die mündliche Beteiligung eines Schülers des ganzen Jahres sowie drei bis vier schriftliche Arbeiten. Bei einer mündlichen Prüfung wird die Note dieser Prüfung zusammen mit der Note aus der schriftlichen Prüfung gewertet um so die Abschlussnote zu bilden. Die Vornote zählt dabei selbstverständlich weiterhin. Dies wird dann im Verhältnis 5:3:2 gewertet, wobei die „Vornote“ 50 % der Note, die schriftliche Prüfung 30 % und die mündliche Abweichprüfung (falls vorhanden) 20 % einnimmt.

## Mündliche Prüfung
Bei einer Abweichung zwischen Vornote und schriftlicher Prüfungsnote um zwei Notenstufen können sich die Schüler für eine zusätzliche freiwillige mündliche Prüfung entscheiden. Bei einer Abweichung um mehr als zwei Notenstufen ist diese verpflichtend.
Es ist „vorgesehen, § 30 Abs. 1 APO-S I noch vor den zentralen Prüfungen am Ende der Klasse 10 im Jahr 2007 dahin gehend zu ändern, dass die Fachlehrerin oder der Fachlehrer in jedem Prüfungsfach vor den mündlichen Prüfungen und nicht vor den schriftlichen Prüfungen eine Vornote festsetzt und sie der Schülerin oder dem Schüler bekannt gibt.“
Schüler müssen nach Bekanntgabe der Prüfungsnote innerhalb weniger Tage entscheiden, ob sie eine mündliche Prüfung ablegen wollen, soweit die Differenz von der Vornote zwei Noten beträgt.

## Zentrale Prüfungen in anderen Bundesländern
Auch in anderen Bundesländern werden die Schülerinnen und Schüler am Ende der Klasse 10 vor einer großen Prüfung stehen. 
| Bundesland          | Einführung            | Fächer                                   | Kurzbezeichnung | Bezeichnung                              |
| ------------------- | --------------------- | ---------------------------------------- | --------------- | ---------------------------------------- |
| Bayern              | 1950er (schrittweise) | Deutsch, Mathematik, Englisch            | QA              | Qualifizierender Mittelschulabschluss    |
| Berlin              | 2005/2006             | Deutsch, Mathematik, Englisch            | MSA             | Mittlerer Schulabschluss                 |
| Brandenburg         | 2005/2006             | Deutsch, Mathematik, Englisch            | MSA             | Mittlerer Schulabschluss                 |
| Nordrhein-Westfalen | 2006/2007             | Deutsch, Mathematik, Englisch            | ZP10            | Zentrale Prüfungen 10                    |
| Niedersachsen       | 2006/2007             | Deutsch, Mathematik, Englisch            | Sek I Abschluss | Sekundarabschluss I - Realschulabschluss |
| Hamburg             | 2009/2010             | Deutsch, Mathematik, Englisch            | MSA             | Mittlerer Schulabschluss                 |
| Baden-Württemberg   | 2011/2012             | Deutsch, Mathematik, Pflichtfremdsprache | RSA             | Realschulabschlussprüfung                |
| Bremen              | 2013/2014             | Deutsch, Mathematik, Englisch            | MSA             | Mittlerer Schulabschluss                 |
| Schleswig-Holstein  | 2014/2015             | Deutsch, Mathematik, Englisch            | MSA             | Mittlerer Schulabschluss                 |
| Sachsen-Anhalt      | 2016/2017             | Deutsch, Mathematik, Englisch            | Sek I           | Sekundarabschluss I (Realschulabschluss) |
| Rheinland-Pfalz     | 2017/2018             | Deutsch, Mathematik, Englisch            | MSA             | Mittlerer Schulabschluss                 |